# Solalpan 1ra. Sección
Solalpan 1ra. Sección är en ort i kommunen Temoaya i delstaten Mexiko i Mexiko. Samhället hade 893 invånare vid folkräkningen 2020. Orten är belägen strax norr om San Pedro Abajo.